# Quai de la Garonne
Le quai de la Garonne est un quai situé le long de la darse du fond de Rouvray, à Paris, dans le 19e arrondissement.

## Origine du nom
Il est nommé d'après le fleuve du sud-ouest de la France, la Garonne.

## Historique
Cette voie, créée dans le cadre du lotissement du Parc des musiciens, qui était l'ancien terrain de l'Office central pharmaceutique, sous le nom provisoire de « voie DY/19 », a pris son nom actuel le 21 août 1997.